# Barrage naturel
Pour les articles homonymes, voir Barrage (homonymie).

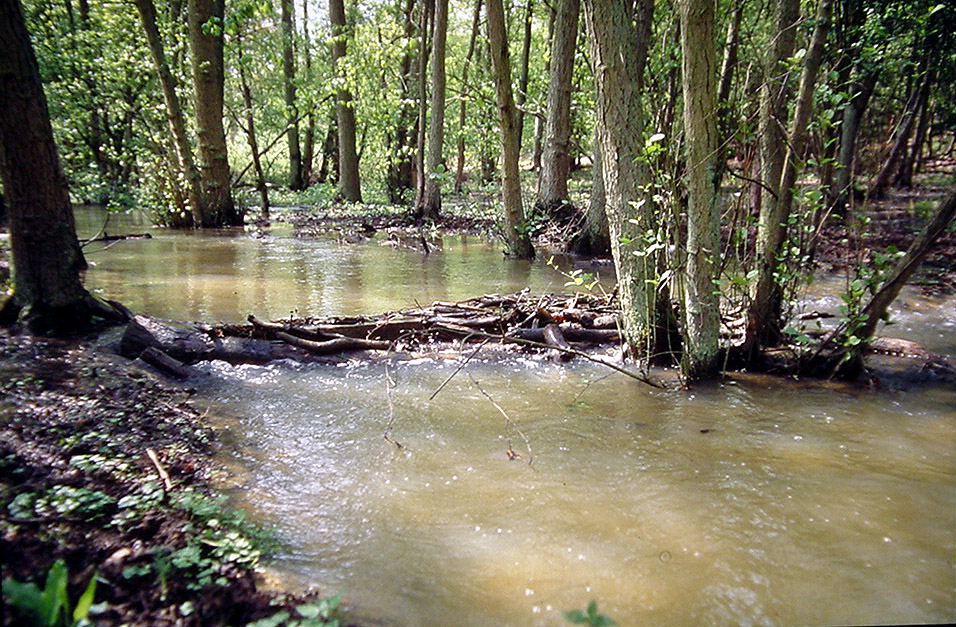
Barrage naturel de faible dimension composé d'un embâcle de bois mort dans le nord de la France.

Un barrage naturel est un obstacle d'origine naturelle de taille variable qui entrave le lit d'un cours d'eau au point que celui-ci forme une étendue d'eau en amont du barrage. C'est le principal processus de formation des lacs naturels avec l'endoréisme ou la subsidence. Sa rupture plus ou moins soudaine peut provoquer des inondations en aval.

## Caractéristiques

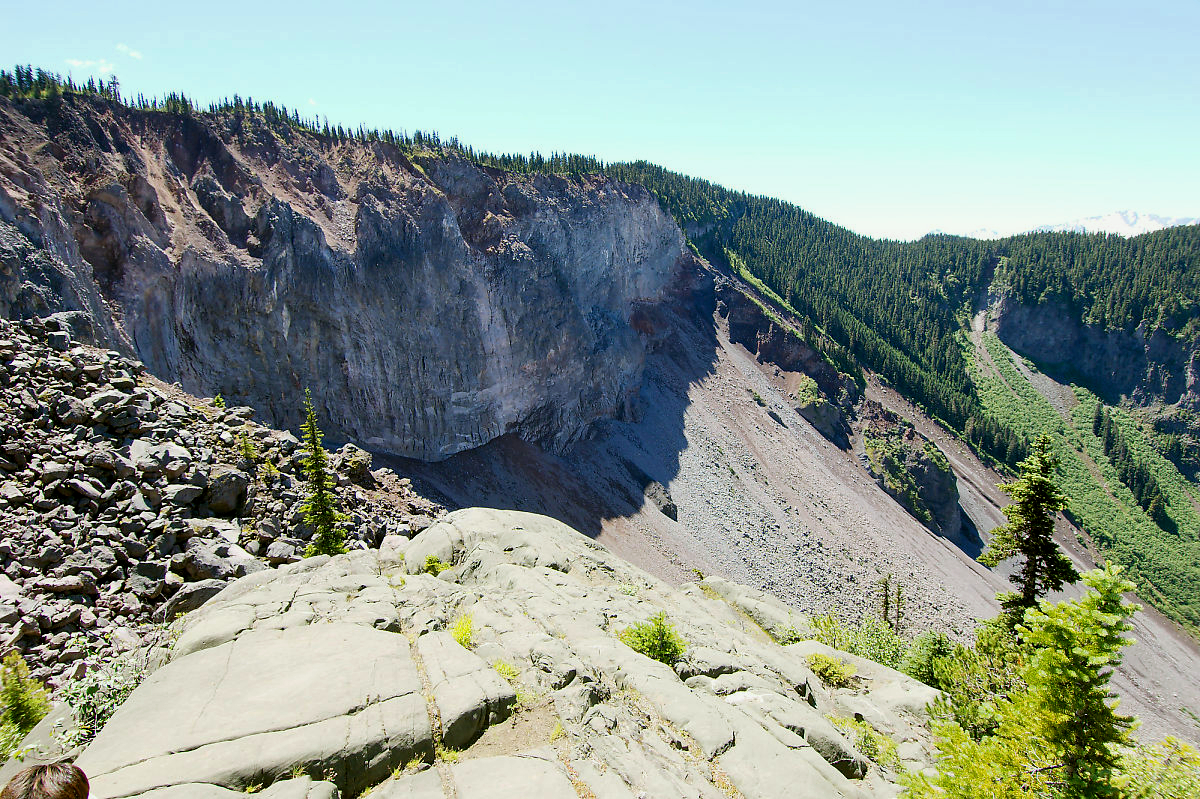
Vue de La Barrière, la falaise de la coulée de lave de Rubble Creek qui, avec ses 300 mètres d'épaisseur et ses deux kilomètres de largeur, constitue un barrage naturel ayant conduit à la formation du lac Garibaldi au Canada.

Ce type de barrage peut prendre la forme des débris d'un glissement de terrain, d'une coulée de lave, d'un glacier, d'une moraine, d'un amoncellement de glace lors d'une débâcle, des dépôts d'une avalanche ou d'une nuée ardente, d'un escarpement apparu sous le jeu d'une faille, d'un petit muret de calcaire dans le cas des nassis, gours et autres tufières mais aussi de débris végétaux soit agglutinés peu à peu par le courant dans le cas des embâcles naturels, soit amoncelés par des animaux tels ceux des castors.
Le barrage naturel et l'étendue d'eau qui en résulte peuvent prendre des formes et des dimensions variables, de quelques dizaines de centimètres à plusieurs centaines de mètres de hauteur pour les barrages et de quelques mètres à des kilomètres de longueur pour les retenues. Le barrage naturel considéré comme le plus important au monde est celui d'Usoi qui barre la rivière Murghab, dans le massif du Pamir, au Tadjikistan, en formant le lac Sarez. Créé en 1911 à partir d'un éboulement consécutif à un séisme, il a un volume de 2 000 à 2 500 millions de m3 et sa hauteur est de 550 mètres. L'éboulement le plus volumineux ayant formé un barrage naturel est celui du mont Saint Helens lors de son éruption de 1980 avec 2,8 km3 de roche ; sur les cinq lacs formés, seuls les trois plus grands existent toujours.
Outre le danger que représente la rupture du barrage pour les populations et les installations en aval, la formation d'un lac en amont et la hausse de son niveau est aussi une cause d'inondation pouvant amener à une évacuation.
Un barrage naturel peut aussi être à l'origine du changement de bassin versant d'un cours d'eau si le niveau du lac atteint l'altitude d'un col latéral avant qu'il n'atteigne celle du point le plus bas de la crête du barrage.
La retenue formée derrière un barrage peut ne pas atteindre sa cote maximale et ainsi ne pas avoir d'émissaire en fonction de l'alimentation et de ses pertes en eau : évaporation, prélèvements, infiltrations, etc.

## Formation
La durée de formation d'un barrage naturel dépend essentiellement de sa nature. Il peut se mettre en place instantanément lors d'un glissement de terrain, d'une avalanche ou d'une nuée ardente, en quelques heures ou quelques jours pour les embâcles naturels de végétaux ou de glace, les coulées de lave ou encore les barrages de castors, en quelques années ou quelques dizaines d'années en cas de glissement de terrain lent, du retrait d'un glacier derrière sa moraine, de l'avancée d'un glacier ou de la formation d'un gour ou d'une tufière ou bien en quelques centaines ou milliers d'années pour les escarpements liés à une faille.
Exceptionnellement, des formations géologiques plus importantes telles que des montagnes peuvent constituer des barrages naturels. C'est le cas de l'Ardoukôba à Djibouti, un volcan formé en quelques jours en 1978 et qui fait obstacle à la transgression marine de l'océan Indien dans le lac Assal, ou encore de la Dent de Vaulion en Suisse, le reliquat d'un synclinal qui barre la vallée de l'Orbe qui se retrouve partiellement noyée sous les eaux des lacs de Joux et de Brenet.
Plus une vallée est étroite et aux flancs escarpés, plus le volume constituant le barrage pourra être faible et plus ils seront fréquents et pérennes.

### Glissements de terrain
Les barrages naturels liés à des glissements de terrain peuvent être classés en six catégories, :
- type I pour les glissements de terrain qui ne franchissent pas totalement la vallée soit 11 % des cas ;
- type II pour les glissements de terrain qui franchissent la vallée soit 44 % des cas ;
- type III pour les glissements de terrain qui franchissent la vallée en s'étalant en amont et en aval soit 41 % des cas ;
- type IV pour les glissements de terrain qui affectent simultanément les deux versants opposés d'une vallée soit moins de 1 % des cas ;
- type V pour les glissements de terrain dont le flux de débris se sépare en plusieurs lobes qui créent plusieurs barrages soit moins de 1 % des cas ;
- type VI pour les glissements de terrain qui franchissent la vallée mais dont les dépôts sont majoritairement situés sur le versant opposé au départ de l'éboulement soit 3 % des cas.

### Glaciers

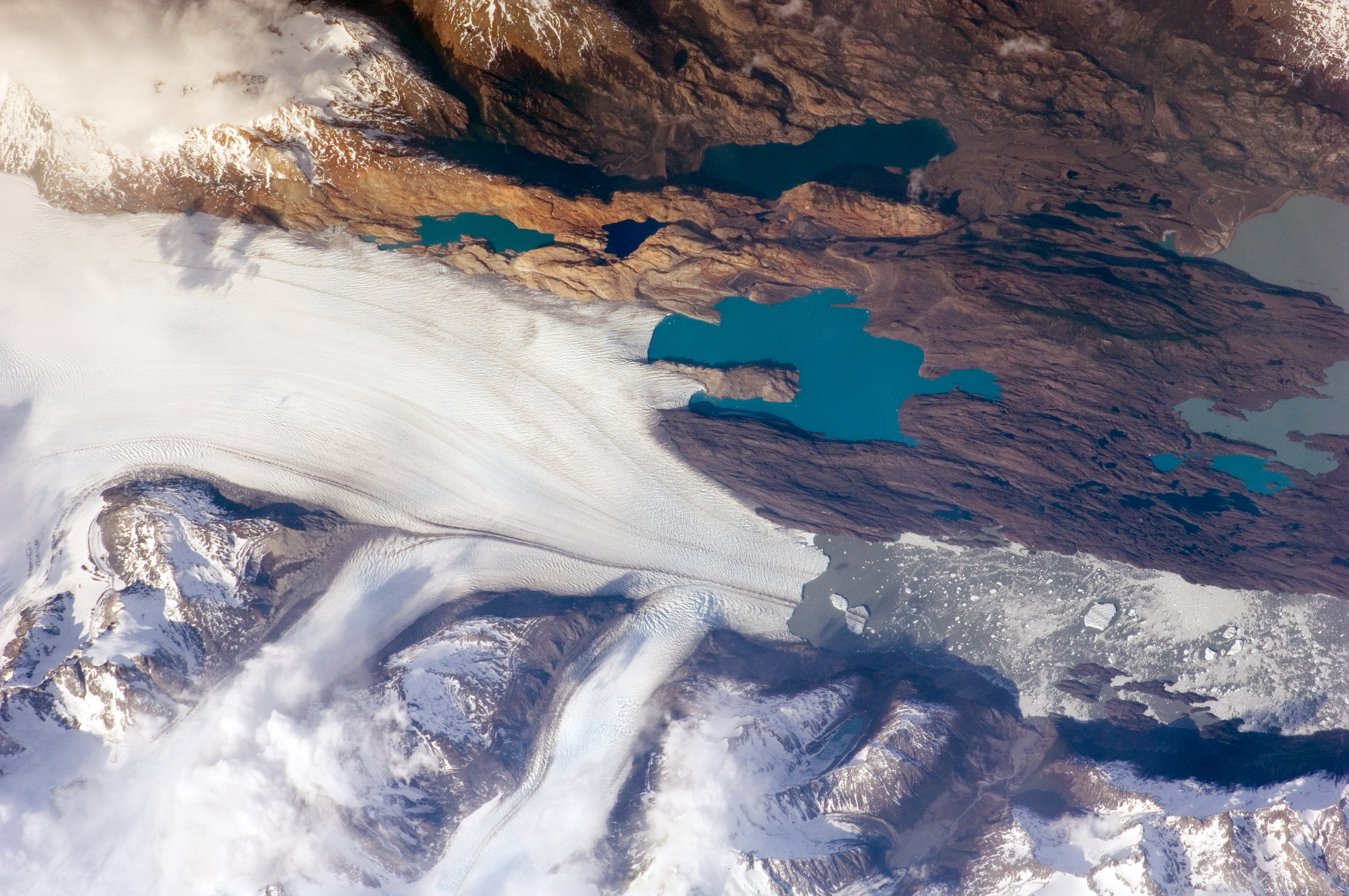
Image satellite du glacier d'Upsala en Argentine avec deux des lacs créés par le glacier en haut de l'image.

Les barrages naturels liés aux glaciers peuvent être classés en neuf catégories.

## Disparition

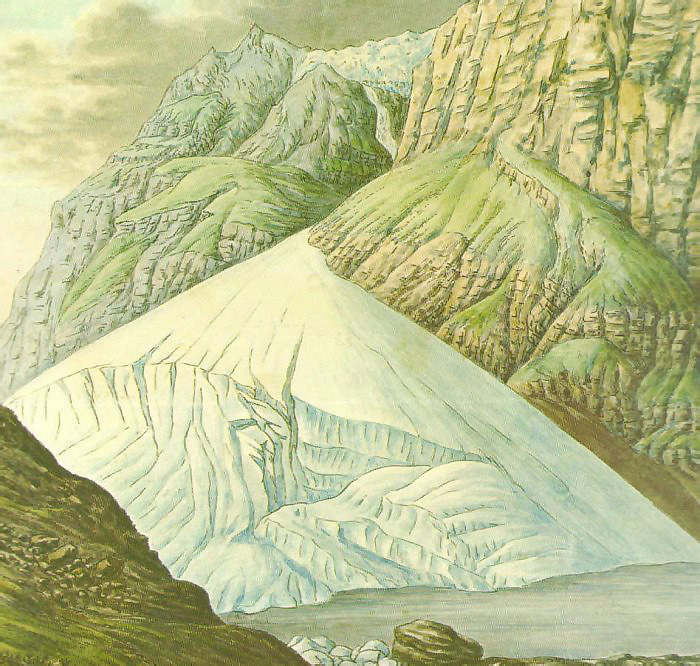
Aquarelle de 1818 montrant le glacier du Giétro à une altitude plus faible qu'aujourd'hui au point de former un lac en barrant la vallée de la Drance de Bagnes.

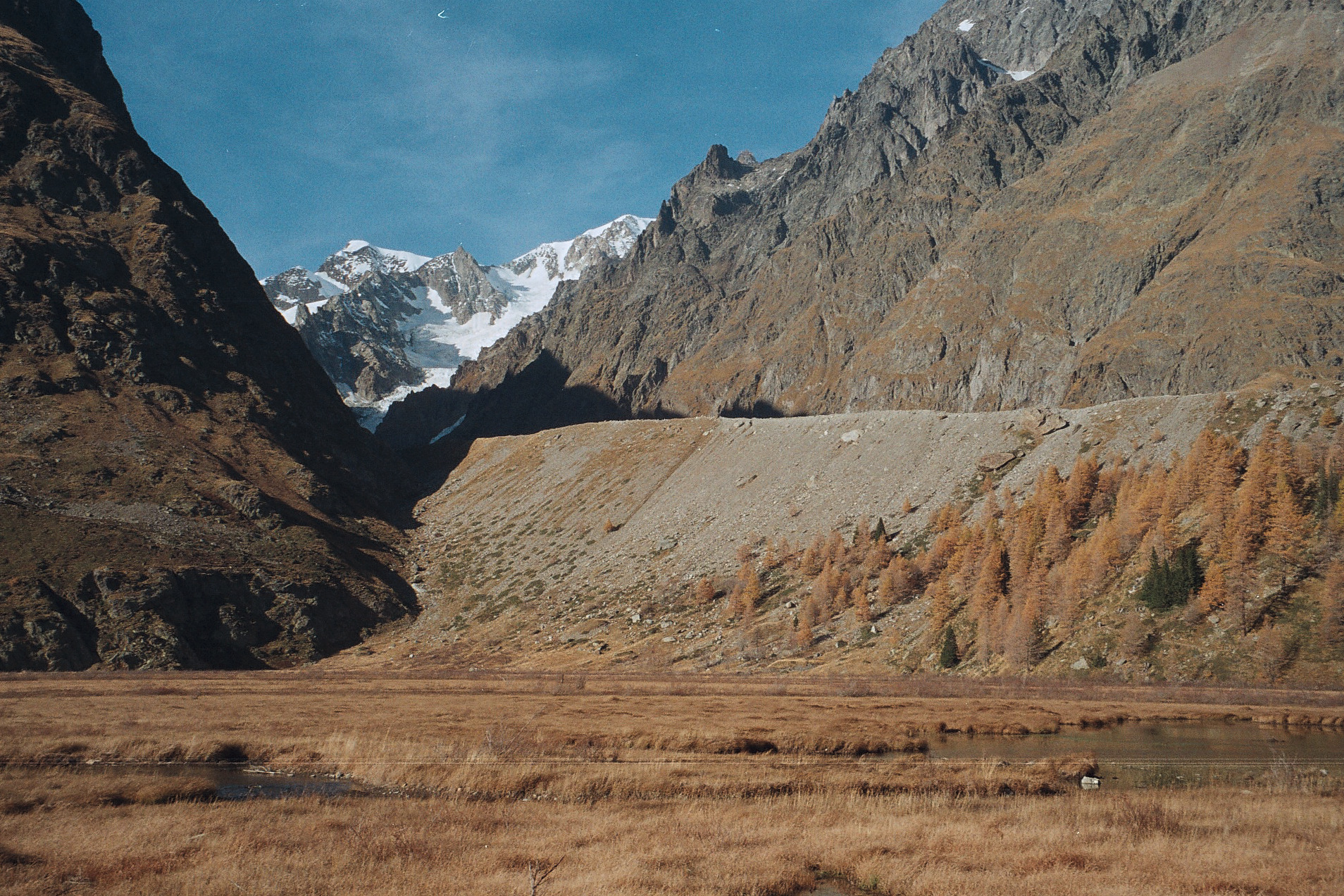
Vue de la moraine de la Visaille, la moraine latérale amont du glacier du Miage à son débouché dans le val Vény, en Italie, avec à son pied l'ancien lac de Combal comblé par les sédiments : le glacier constitue un ancien barrage depuis la disparition du lac.

Selon la nature et la forme de l'obstacle ainsi que le débit du cours d'eau entravé, le barrage naturel peut être plus ou moins pérenne ; la moitié cède dans les dix jours et plus des trois-quarts la première année,. S'il peut durer des millénaires dans le cas des coulées de lave ou des escarpements apparus sous le jeu d'une faille, il peut ne durer que quelques jours voire quelques heures dans le cas des embâcles naturels, des dépôts d'avalanche ou des bouchons de glace amoncelés lors de la débâcle d'un cours d'eau. Les barrages qui ont une durée de vie plus longue sont susceptibles d'être colonisés par la végétation, ce qui va stabiliser leurs flancs, limiter l'érosion et ainsi prolonger leur durée de vie.
Les modalités de la disparition du barrage résultent de sa nature mais aussi du comportement du cours d'eau. Ainsi, une crue peut balayer un embâcle naturel. Si le niveau de l'eau de la retenue atteint l'altitude du point le plus bas de la crête du barrage, le lac peut déborder en donnant naissance à un cours d'eau. L'érosion fluviale peut alors entailler les débris d'un éboulement ou une moraine de manière relativement rapide à l'échelle des temps géologiques ou de manière plus importante s'il s'agit d'une coulée de lave. Un autre moyen de destruction d'un barrage est la formation d'une voie d'eau sous le barrage par affouillement, ce qui aboutira au siphonnage du lac. L'érosion régressive du cours d'eau en aval est aussi une cause de la disparition d'un barrage naturel.
La pression exercée par la masse d'eau retenue derrière le barrage peut aussi provoquer sa rupture, événement d'autant plus probable qu'à l'inverse des barrages construits par l'homme, ce type de formation ne bénéficie parfois d'aucune cohérence structurelle et peut ne pas s'appuyer sur un élément géographique permettant d'assurer sa résistance. Ainsi, des moraines ou des éboulements peuvent lâcher subitement et provoquer des coulées de boue en aval. L'apparition d'eau à la base aval d'un barrage naturel est le signe d'une infiltration par l'eau du lac, donc d'une perméabilité permettant une certaine érosion qui peut être à l'origine d'une telle rupture. Parfois, c'est le glacier lui-même qui cède ou qui se soulève par flottaison ; cet événement a un caractère exceptionnel dans le cas d'un jökulhlaup mais se produit aussi de manière régulière dans le cas du glacier Perito Moreno en Argentine.
Le lac en amont du barrage peut aussi se remplir peu à peu par apport de sédiments ; ainsi, le barrage ne disparait pas par sa destruction mais par le comblement de son lac. C'est le cas du lac de Combal en Italie formé en amont du glacier du Miage, dans le val Vény.
Si le lac de retenue présente un danger pour les populations et les infrastructures situées en aval, le barrage peut faire l'objet d'une intervention humaine par la création d'un exutoire, d'un tunnel de dérivation ou par la création à l'explosif d'un nouveau lit au cours d'eau, intervention qui peut cependant aboutir à sa destruction totale de manière incontrôlée.